# Цирценис, Сигурд
Цирценис Сигурд (латыш. Sigurds Circenis, 28 ноября 1952, Огре − 29 мая 2011, Рига) — кларнетист Латвийского национального симфонического оркестра (первый кларнет оркестра), педагог Латвийской музыкальной академии им. Язепа Витола, член Общества латвийских кларнетистов.

## Биография
Родился в 1952 г. 28 ноября в Огре.
Хобби - фотография.
Умер 29 мая 2011 года от рака легких. Похоронен в Огре. Прощание с Сигурдом Цирценисом состоялось в субботу, 4 июня в 10:15 в рижской церкви Скорбящей Богоматери. Прощальную службу в рижской церкви служил ксендз Ольгерт Далецкис, на церемонии присутствовал также кардинал Янис Пуятс, бывший глава католической церкви Латвии.

#### Образование
Музыкальное образование получил в детской музыкальной школе г. Огре (1962-1966) - играл на аккордеоне, с 14 лет начал осваивать игру на кларнете. С 1966 по 1971 г. учился Риге в специальной музыкальной школе имени Э. Дарзиня. С 1971 по 1976 г. учился в Латвийской государственной консерватории у профессора Эдуарда Медниса.
Среди излюбленных композиторов музыки для кларнета - В.А. Моцарт и К.М. Вебер. По исполнению, качеству звука и интерпретации наиболее ценил кларнетистку Сабину Мейер. На отдыхе отдавал предпочтение классической музыке, особенно связанной с эпохой барокко.

### Карьера
С 1978 года - преподаватель Латвийской консерватории, его класс закончили более тридцати кларнетистов. Доцент, потом профессор. Профессор Цирценис неоднократно был преподавателем мастер-классов в международных лагерях молодых музыкантов (например, в 2000 г. вел мастер-класс во время IV международного лагеря молодых латвийских музыкантов в Огре).
Как оркестрант музицировал в духовом оркестре в Риге (1972-1975), коллективе Рижской камерной музыки и Рижском фестивальном оркестре. С 1976 года в составе Латвийского Национального симфонического оркестра выступал в Германии, Франции, Италии, Испании, Бельгии, Голландии, Японии и др., первый кларнет оркестра. Как солист выступал вместе с Латвийским Национальным симфоническим оркестром и камерным оркестром Латвийской филармонии. В начале 90-х годов с Рижским струнным квартетом концертировал в Финляндии и Швеции, со сводным квинтетом ЛНО в Швеции и Германии. В составе Латвийского национального симфонического оркестра побывал во многих странах Западной Европы.

#### Семья
Женился в 1983 году. Жена Инесса, трое детей (Мартиньш, Илзе и Санта-Луция). Сын Мартиньш Цирценис также кларнетист.